# Читигов, Резван Умарович
Резва́н (Ризван) Ума́рович Чити́гов (22 апреля 1964 года, Шали — 23 марта 2005) — чеченский военачальник, бригадный генерал Вооруженных сил ЧРИ, специалист по сильнодействующим ядам и химическому оружию. Командовал Танковым взводом ВС ЧРИ, спецназом службы безопасности ЧРИ, Шалинским сектором ВС ЧРИ. Участник басаевского рейда на Будённовск. По одной из версии, Читигов считался третьим лицом в чеченском сопротивлении после Шамиля Басаева и Докку Умарова (по состоянию на 2004 г.).

## Биография
До 20 с лишним лет Резван жил в родном посёлке. С одноклассниками и друзьями прошёл школы различных силовых ведомств: МВД, КГБ, десанта. В детстве усиленно занимался физической подготовкой и самостоятельно изготавливал самопалы, а позднее выменивал, покупал настоящее стрелковое оружие.
Во время службы в Советской армии был командиром танка.
До конца 1980-х годов Резван Читигов работал пожарным в районной пожарной части на «ЗИЛ-130».. Перед началом 1990-х Читигов заявил о своей ревностной приверженности исламу, и смог покинуть СССР благодаря сотрудничеству с одним из многочисленных исламских международных фондов. Но вместо того, чтобы отправиться в Турцию, Иорданию или в Саудовскую Аравию для получения соответствующей исламо-террористической подготовки, Резван предпочёл отправиться в США.
В США Читигов обосновался в Сиэтле, где занимался организацией афер с фальшивыми банковскими документами и валютой. Записался волонтёром в Корпус морской пехоты США, где прошёл диверсионную подготовку. В том числе освоил минно-взрывное дело. Тогда же и получил вид на жительство в США.
После окончания элитной диверсионно-разведывательной школы морской пехоты США Читигов служил по контракту в одном из батальонов морской пехоты США. Именно тогда его завербовало ЦРУ.
В США Резван познакомился с Хаттабом, который убедил его в том, что сейчас в трудное для Чечни и ему нужно быть со своим народом. Читигов собрал небольшой отряд из чеченцев, настроив их на ваххабизм и борьбу с неверными.
По другой версии, во время пребывания Резвана Читигова в США с ним на связь вышел Аслан Масхадов и предложил должность командира отряда специального назначения Службы Национальной безопасности Ичкерии. Интерес Масхадова к сотрудничеству с Читиговым, фактически гражданином США объяснялся тем, что последний уже тогда занимался вопросом приобретения химического оружия для Шамиля Басаева, для чего уже ездил в Мексику.

### Первая чеченская война
Во время первого чеченского конфликта имел позывные «Буран» и «Минёр», а псевдоним — Рамзан. Стал командиром единственной танковой части боевиков чеченских войск и отличался особой жестокостью. Его машину даже прозвали «танком смерти». Но танковая часть Читигова вскоре была наголову разгромлена. Тем не менее за проявленные мужество, героизм и самоотверженность в боях за независимость Чечни Читигов был награждён высшиим орденом Ичкерии — «Къоман Сий».

### Смерть
23 марта 2005 года в ходе совместной операции сотрудников службы безопасности Президента Чечни и МВД республики сепаратист был уничтожен.